# Dysphania lyra
Dysphania lyra är en fjärilsart som beskrevs av Druce 1891. Dysphania lyra ingår i släktet Dysphania och familjen mätare. Inga underarter finns listade i Catalogue of Life.